# Defense Meteorological Satellite Program

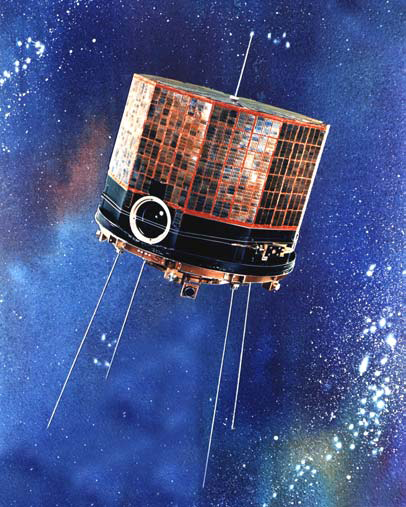
DMSP-Satellit des Blocks 1

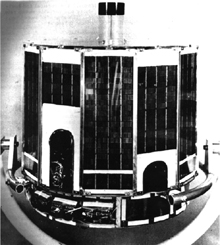
DMSP-Satellit des Blocks 4

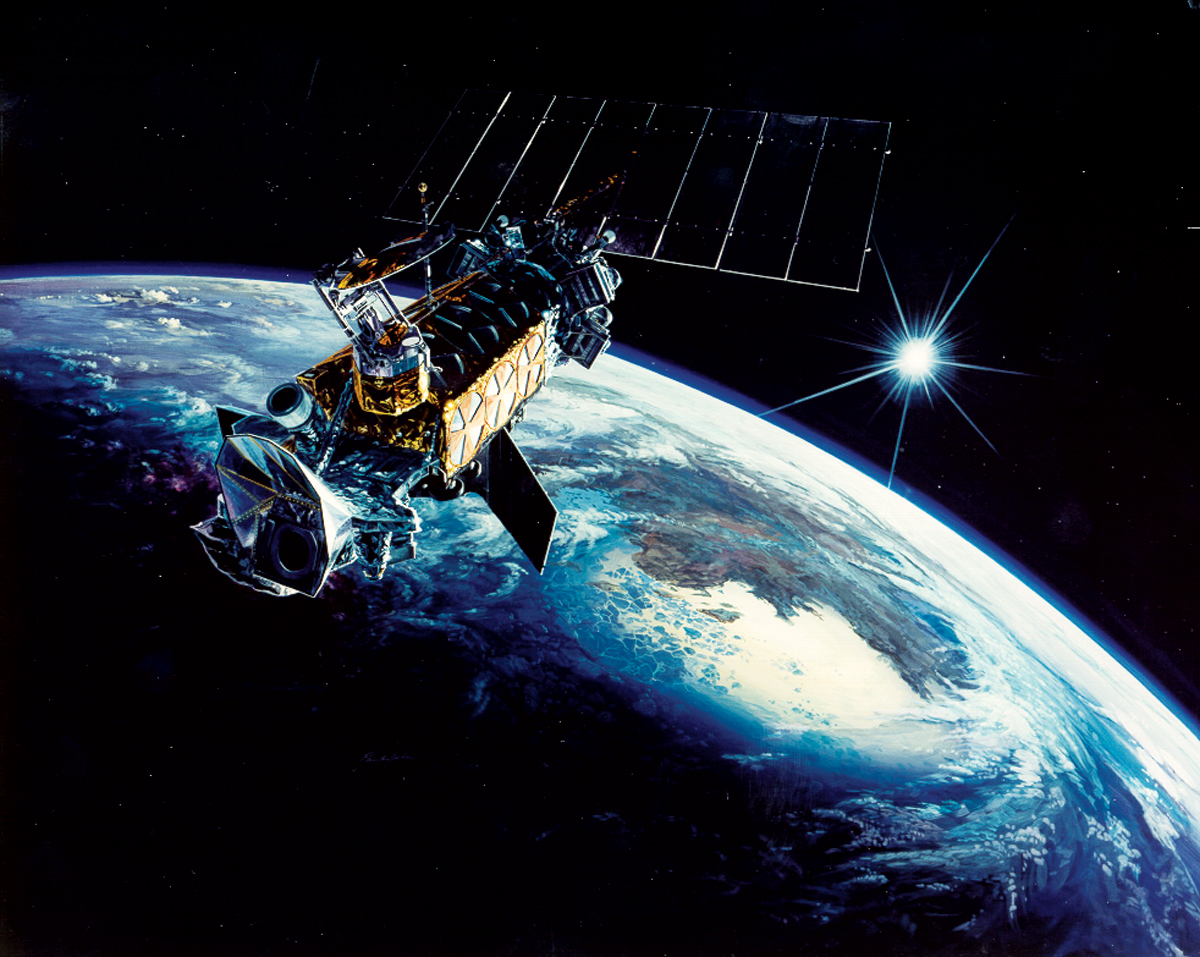
DMSP-Satellit des Blocks 5D2

Das Defense Meteorological Satellite Program (DMSP, ursprünglich als Program-35 bzw. P-35 bezeichnet) ist ein Wettersatellitenprogramm der US-amerikanischen Streitkräfte. Es handelt sich um das militärische Äquivalent zum zivilen TIROS- und NOAA-Programm. Wie diese umkreisen auch die DMSP-Satelliten die Erde in einem sonnensynchronen Orbit. Betrieben wurde das Programm vom US-Verteidigungsministerium und operativ vom Space and Missile Systems Center der United States Air Force.
Seit 1962 wurden 50 Satelliten in elf Baureihen („Blocks“) gestartet. Zwei weitere Satelliten sind noch geplant. Ein Nachfolgesystem steht noch nicht fest, da sowohl das gemeinsam mit der zivilen NOAA entwickelte NPOESS-System als auch das militärische Defense Weather Satellite System (DWSS) gestrichen wurden.
Die Satelliten der Baureihen 1 bis 4 waren spinstabilisiert, während die späteren Baureihen eine Stabilisierung um alle drei Achsen aufwiesen. Die Satelliten des Baureihe Block-5D benötigten keine Oberstufe der Trägerrakete, da sie einen Feststoffraketenmotor als integrierten Antrieb besaßen.
Am 3. Februar 2015 trat ein Defekt an der Batterie des Satelliten DMSP-F13 auf. Die Batterie platzte gegen 22:20 UTC und versetzte den Satelliten dadurch in unkontrollierte Taumelbewegungen. Die Bodenstation in Suitland (Maryland) nahm den Satelliten vollständig außer Betrieb. Von der Erde aus konnten 147 Bruchstücke geortet werden, die sich nun als Weltraummüll in der Erdumlaufbahn bewegen. Es stellte sich heraus, dass durch einen Konstruktionsfehler ein Kurzschluss in einem Kabelbaum auftreten konnte. Auch die anderen Satelliten der Baureihe 5D2 sind von diesem Fehler betroffen und können selbst nach Außerdienststellung eine Gefahr für andere Satelliten darstellen.
| Baureihe  | Anzahl | Startzeitraum | Trägerraketen                                                            |
| --------- | ------ | ------------- | ------------------------------------------------------------------------ |
| Block-1   | 11     | 1962–1965     | Scout-X2M, Scout-X2B, Scout-X3M, Thor-DSV2A Agena-D, Thor-DSV2S Burner-1 |
| Block-2   | 3      | 1965–1966     | Thor-DSV2S Burner-1                                                      |
| Block-3   | 1      | 1965          | Thor-DSV2S Burner-1                                                      |
| Block-4A  | 4      | 1966–1967     | Thor-DSV2U Burner-2                                                      |
| Block-4B  | 3      | 1968–1969     | Thor-DSV2U Burner-2                                                      |
| Block-5A  | 3      | 1970–1971     | Thor-DSV2U Burner-2                                                      |
| Block-5B  | 5      | 1971–1974     | Thor-DSV2U Burner-2A                                                     |
| Block-5C  | 3      | 1974–1976     | Thor-DSV2U Burner-2A                                                     |
| Block-5D1 | 5      | 1976–1980     | Thor-DSV2U Star-37XE Star-37S-ISS                                        |
| Block-5D2 | 9      | 1982–1997     | Atlas-E Star-37S-ISS, Titan-2(23)G Star-37S-ISS                          |
| Block-5D3 | 5      | 1999–2014     | Titan-2(23)G Star-37XFP-ISS, Delta-4M, Atlas-V(401)                      |